# Sainte-Geneviève Sports
El Sainte-Geneviève Deportes es un equipo de fútbol de Francia que juega en el Championnat National 2, la cuarta división de fútbol en el país.

## Historia
Fue fundado en el año 1936 en la localidad de Sainte-Geneviève-des-Bois como un equipo multideportivo con secciones en deportes como aikido, atletismo, baloncesto, boxeo, esgrima, gimnasia, balonmano, judo, motociclismo, patinaje, rugby, tenis, tenis de mesa, voleibol entre otros.
Fue hasta el año 2005 que la sección de fútbol sale de las divisiones regionales para ascender a la CFA 2, en donde en la Copa de Francia de la temporada 2005/06 elimina al Stade Lavallois, que en ese entonces jugaba en la Ligue 2 y al FC Mulhouse en la ronda de 1/32, pero es eliminado en la siguiente ronda por el Calais RUFC. El club descendió en la temporada 2009 y en los siguientes años los pasó en las divisiones regionales, retornando en la temporada 2013/14 a la CFA 2.
En la temporada 2016/17 logra el ascenso a la CFA por primera vez en su historia.

## Palmarés
- CFA 2: 1

2016/17

## Jugadores

### Jugadores destacados
- Bilel Mohsni